# Пам'ятки монументального мистецтва Городоцького району
У Городоцькому районі Львівської області нараховується 7 пам'яток монументального мистецтва.
| # | назва | адреса                                  | Номер | дата рішення                                    |
| - | --- | --------------------------------------- | ----- | ----------------------------------------------- |
| 1 | пам'ятник Франку І.Я., українському письменнику і вченому (1972, мармурова крихта)                                                                           | м. Комарне, у сквері                    | 1475  | рішення облвиконкому № 183 від 05.05.1972       |
| 2 | пам'ятник Франку І.Я., українському письменнику та вченому і Загаєвичу В., священику і громадському діячеві (ск. М. Дмитрів, 1993, мармурова крихта, бронза) | с. Вовчухи, центр села, навпроти церкви | 1476  | розпорядження голови ЛОДА № 528 від 19.07.1995  |
| 3 | пам'ятник Хмельницькому Б.М., державному діячеві і гетьману України (1990, кована мідь)                                                                      | м. Городок, вул. Львівська              | 1477  | розпорядження голови ЛОДА № 1039 від 06.10.1997 |
| 4 | пам'ятник Шевченку Т.Г., українському поету і художнику (ск. В. Одрехівський, 1971, мармурова крихта)                                                        | м. Городок, майдан Гайдамаків, сквер    | 1478  | рішення облвиконкому № 183 від 05.05.1972       |
| 5 | пам'ятник Шевченку Т.Г., українському поету і художнику (ск. В. Одрехівський, 1964, мармурова крихта)                                                        | с. Градівка, при в'їзді в село          | 343   | рішення облвиконкому № 183 від 05.05.1972       |
| 6 | пам'ятник Шевченку Т.Г., українському поету і художнику (арх. К. Малярчук, 1992, мармурова крихта)                                                           | с. Завидовичі, вул. Центральна          | 1479  | розпорядження голови ЛОДА № 528 від 19.07.1995  |
| 7 | пам'ятник Шевченку Т.Г., українському поету і художнику (ск. М. Кордіяка, 1991, мармурова крихта)                                                            | с. Підзвіринець                         | 1480  | розпорядження голови ЛОДА № 528 від 19.07.1995  |

## Джерело
Перелік пам'яток Львівської області [Архівовано 16 вересня 2012 у Wayback Machine.]